# Вашковский, Александр
Алекса́ндр Вашко́вский (пол. Aleksander Waszkowski; 14 февраля 1841, Тарноград, — 17 февраля 1865, Варшава) — польский революционер, участник Январского восстания 1863 — 1864 годов.
В июне 1863 года организовал передачу повстанческому правительству денег государственного казначейства — 3,5 миллиона злотых и 500 тысяч рублей, и 10 декабря 1863 года назначен Ромуальдом Траугуттом начальником повстанческих сил в Варшаве. После ареста Траугутта был фактическим руководителем остатков сил повстанцев. Арестован 19 декабря 1864 года.
Приговорён к смертной казни через повешение. Приговор приведен в исполнение 17 февраля 1865 года в Варшавской цитадели. Его казнили вместе с Эмануилом Шафарчиком, их казнь стала последней публичной казнью участников восстания в Варшаве.